# Schlachtgeschwader 101
Schlachtgeschwader 101 (dobesedno slovensko: Bojni polk 101; kratica SG 101 oz. SchlG 101) je bil jurišni letalski polk (Geschwader) v sestavi nemške Luftwaffe med drugo svetovno vojno; to je bila šolska enota, namenjena za usposabljanje novih pilotov.

## Organizacija
- štab
- I. skupina
- II. skupina

## Vodstvo polka
Poveljniki polka (Geschwaderkommodore)
- Major Helmuth Krebs: 1. februar 1943
- Stotnik Günther Voigt: 30. avgust 1943
- Major Fritz Thran: 23. september 1943
- Major Friedrich Lang: 1. julij 1944